# 梁樟
梁樟，字子章，號駁菴，陝西咸寧人，清朝官員。
康熙六十年（1721年）辛丑科進士。即用知縣，歷任福建長泰縣、長汀縣知縣。雍正九年（1731年）正月，任台灣澎湖通判。范咸主修的《重修臺灣府志》中有他的記載。